# Daniel Lowey
Pour les articles homonymes, voir Lowey.
Daniel McDonald Lowey (né le 28 octobre 1878 à Ramsey (île de Man) et mort en 1951 à Liverpool (Angleterre)) est un sportif britannique.
Il a obtienu la médaille d'argent olympique dans l'épreuve de tir à la corde en 1908 à Londres.